# قلعة بالمورال
قلعة بالمورال (بالإنجليزية: Balmoral Castle)‏ عبارة عن منزل كبير يقع في أبردينشاير، اسكتلندا، بالقرب من قرية كارثي، 6.2 ميلا (10 كم) غرب بالاتر، 6.8 ميلا (10.9 كم) شرق بريمر. وقد استقطن بالمورال أحد أعضاء العائلة المالكة البريطانية منذ 1852.عندما تم شراء المكان بالقلعة الأصليه الموجوده به بشكل خاص للملكه فيكتوريا وذلك من قبل الأمير ألبرت، وكونسرت، إلا أنها تظل ملكا خاصا للعائلة المالكة وليست ملكا خاصا للتاج. وبعد فترة وجيزة تم شراء العقار من قبل العائلة المالكة، وقد وجدوا أن المنزل الموجود إلى ذلك الحين صغير جدا، وتحول إلى قلعة بالمورال الحالية. وكان المهندس المعماري الخاص بها وليام سميث من أبردين، على الرغم من أنه تم تعديل تصاميمه من قبل الأمير ألبرت.
القلعة هي مثال للهندسة المعمارية الاسكتلندية البارونيه، وتم تصنيفها في تاريخ اسكتلندا ضمن مباني الفئة (أ). تم الانتهاء من القلعة الجديدة في عام 1856 والقلعة القديمة هدمت بعد ذلك بوقت قصير. تم إجراء بعض التوسعات في بالمورال من قبل أعضاء العائلة المالكة التابعين، والآن تغطي مساحة ما يقرب من 50000 فدان (20000 هكتار).وهي تعتبر عزبه قائم العمل بها حيث تضم الغابات والأراضي الزراعية، وكذلك قطيع من الغزلان، وماشية المرتفعات، والمهور.

## التاريخ

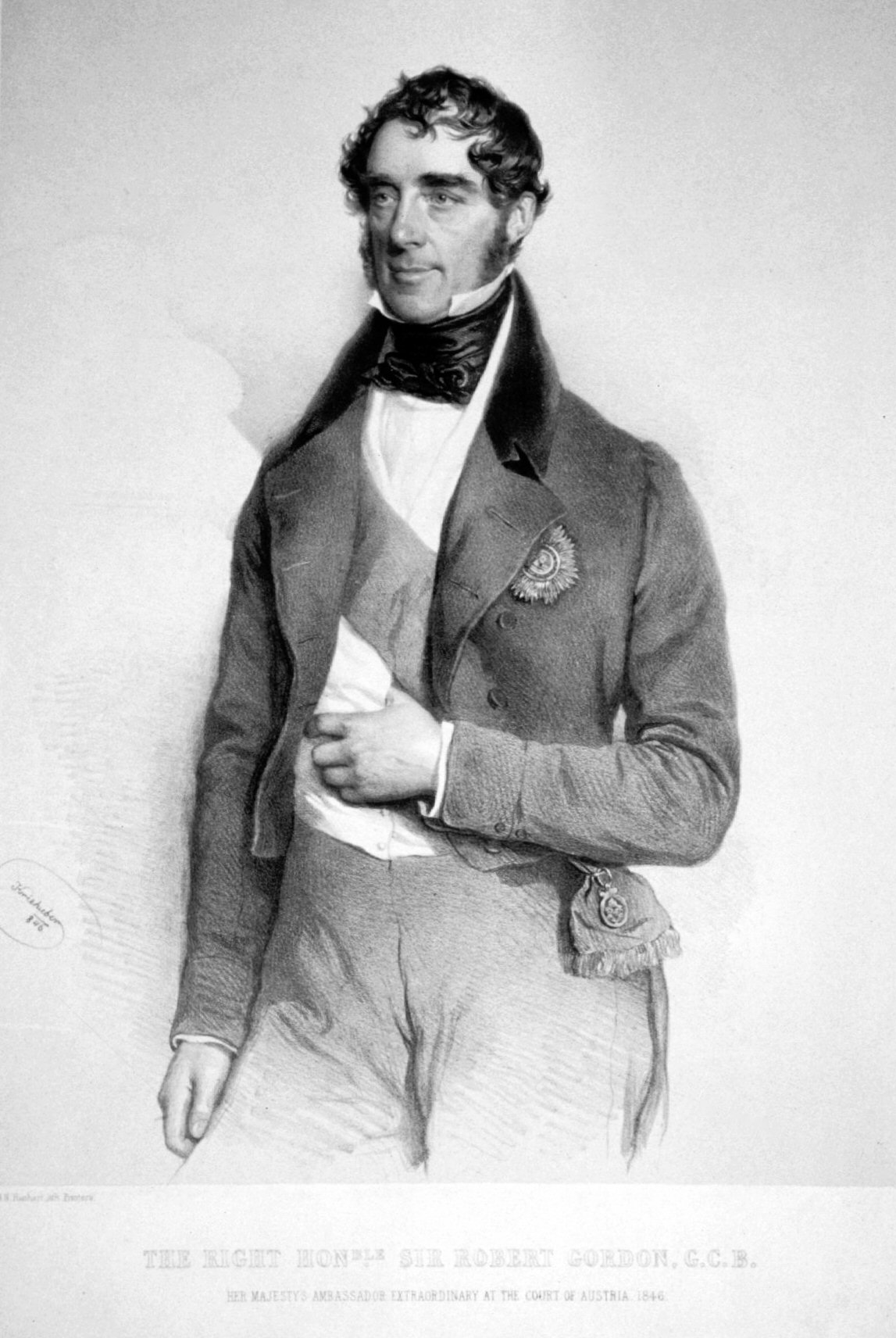
- بعد عام 1830، قام السير روبرت جوردون بإضافة التعديلات الرئيسية إلى القلعة الأصلية - طبعت من قبل جوزيف، 1846.

كان الملك روبرت الثاني باسكتلندا (1316-1390) لديه ساحه للصيد في المنطقة. تشير السجلات التاريخية أيضا أن منزل بالمورال تم بناؤه من قبل السير وليام دروموند عام 1390. تم تسجيل العقار في 1451 باسم " Bouchmorale"، وفيما بعدتم تأجيره من قبل الكسندر غوردون، الابن الثاني لإيرل الأول. وتم بناء برج داخل المكان من قبل غردونس.
وفي عام 1662 تم نقل سلطتها إلى تشارلز فاركوهارسون، شقيق جون فاركوهارسون، والمعروف بـ «الزعيم الأسود». كان الشقيقين تشالز وجون فاركوهارسون، ومعهم جيمس فاركوهارسون متورطين في ثورتي 1715 و 1745. وتم إصابته في معركة فالكيرك عام 1746. وتم اهمال المكان من قبل عائلة فاركوهارسون. وفي عام 1798 جاء جيمس دافو وإيرل فايف الثاني واستحوذواعلى بالمورال واستأجروا القلعة. ثم جاء السير روبرت غوردون، وهو الشقيق الأصغر لإيرل الرابع من أبردين وحصل على عقد الإيجار في عام 1830. وهو الذي قدم التعديلات الرئيسية إلى القلعة الأصلية في بالمورال، بما في ذلك التوسعات التي جاءت على الطراز الباروني التي تم تصميمها من قبل جون سميث من أبردين.

## اكتساب الملكية
الملكة فيكتوريا والأمير ألبرت الأول زارا اسكتلندا في 1842، وذلك بعد خمس سنوات من جلوسهما على العرش وبعد عامين من زواجهما. وخلال هذه الزيارة الأولى بقيا في قلعه تايموث في بيرثشاير. وعادوا في عام 1844 إلى البقاء في قلعة بلير حتى عام 1847 عندما استأجروا بحيرة لاجان وخلال الزيارة الأخيره واجهوا طقسا غزير الأمطار والذي جعل السيد جيمس كلارك - طبيب الملكة - يوصي بأن تبقى داخل «ديسايد» نظرا لمناخها الصحي.
توفي السير روبرت غوردون في عام 1847 وعاد عقد الإيجارالخاص ببالمورال إلى اللورد أبردين. وفي فبراير 1848 أجرى الأمير ألبرت ترتيباته للحصول على الجزء المتبقي من فترة ايجار بالمورال. وانتقل مع أثاثه وموظفيه دون أن ينظر أولا إلى حق الملكية.:5

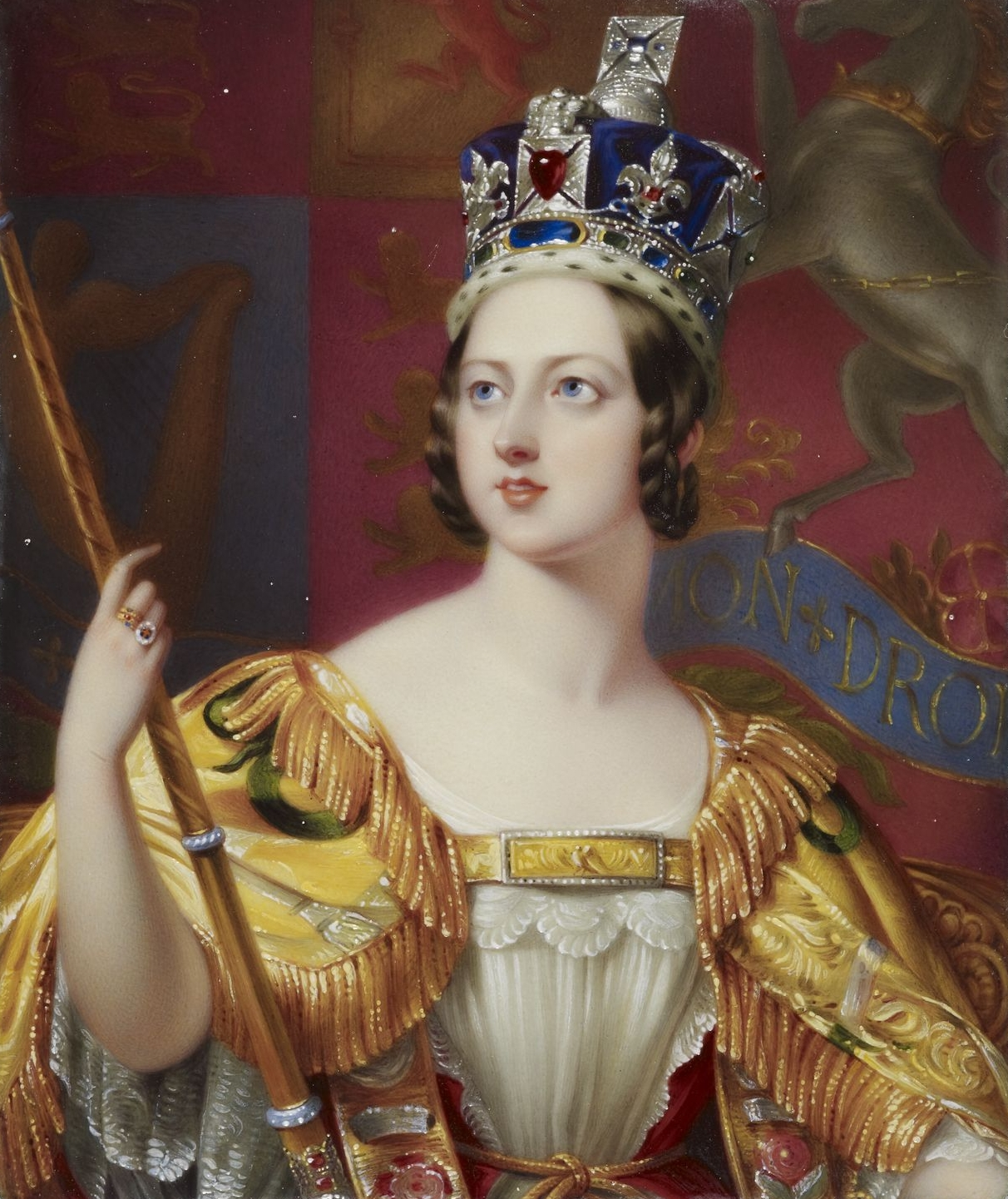
صورة تتويج فيكتوريا - جورج هايتر، 1837

وصل الزوجان الملكيان لزيارتهم الأولى في 8 سبتمبر 1848. وجدت فيكتوريا المنزل «صغير ولكنه جميل» وسجلت في مذكراتها أن: «كل ما في المكان يجعلها تشعر بتنفس الحرية والسلام، ويجعلها تنسى العالم والاضطرابات الحزينه» والمناظر الطبيعية الجبلية المحيطة بهم جعلهم يتذكرون تورنجن، موطن ألبرت في ألمانيا.:5
بعد فترة وجيزه، تم التأكد من أن البيت صغير جدا، وفي عام 1848، تم تكليف جون، وويليام سميث لتصميم مكاتب جديدة، فيلات صغيره، وبعض المباني الملحقة الأخرى.
وتم ادخال بعض التعديلات على الغابات والحدائق المحيطه وكذلك المباني بمساعدة البستاني جيمس بيتي، وعن طريق الرسام جيمز جيلز.
و الإضافات الرئيسية إلى البيت القديم تم اعتبار البدأ فيها في عام 1849. ولكن بحلول ذلك الوقت كانت المفاوضات جارية لشراء العقار من ورثة المتوفى إيرل فايف. وبعد رؤية فكرة البيت الحديدي المموج في معرض جريت، أمر الأمير ألبرت مساعديه ببناء بيت حديدي مماثل واضافته لقلعة بالمورال ليكون بمثابة قاعة مؤقته وغرفه للطعام. وكان قيد الاستخدام في 1 أكتوبر 1851، وسيكون بمثابة قاعة رقص حتى عام 1856.
تم الانتهاء من اجراءات البيع في يونيو1852، بسعر 32000 دولار، وتولى الأمير ألبرت رسميا حيازة ذلك المكان.:8 وتم شراء العقارات المجاورة بيركهول في نفس الوقت، وتأجير قلعة Abergeldie كذلك. وللاحتفال بهذه المناسبة تم تنصيب المراسم على التلال المطله على القلعه.

## بناء المنزل الجديد

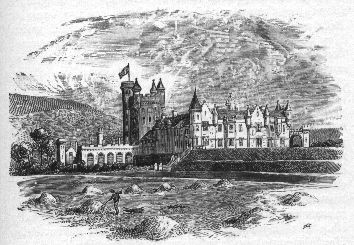
قلعة بالمورال - وهو محافظ على التماثل مع قلعة كرايغيفار وهي السمة الأساسية للقلعة، في حين تم إرفاق برج سكني كبير للقلعه

مع تزايد أسرة فيكتوريا وألبرت، والحاجة إلى موظفين إضافيين، والاماكن المطلوبة لزيارة الأصدقاء والزوار الرسميين مثل أعضاء مجلس الوزراء، ومع ذلك فانه رغم التوسعات التي مازالت قائمه لم تكن كافيه، وأنه يلزم بناء منزل أكبر. وفي أوائل 1852، تم تكليف وليام سميث. ابن جون سميث (الي صمم تعديلات القلعة الاصليه عام 1830) وكان وليام سميث المهندس المعماري لمدينة أبردين من 1852. وبتعليمات من اللجنة سعى ويليام بيرن إلى الملك لتقديم شكوى بأن سميث قام بسرقة أعماله سابقا. ومع ذلك لم يكن بيرن ناجحا في حرمان سميث من التعيين. تم تعديل تصاميم وليام سميث صاحب السمو الملكي الأمير ألبرت، الذي تولى اهتماما وثيقا في تفاصيل الأبراج والنوافذ.
```

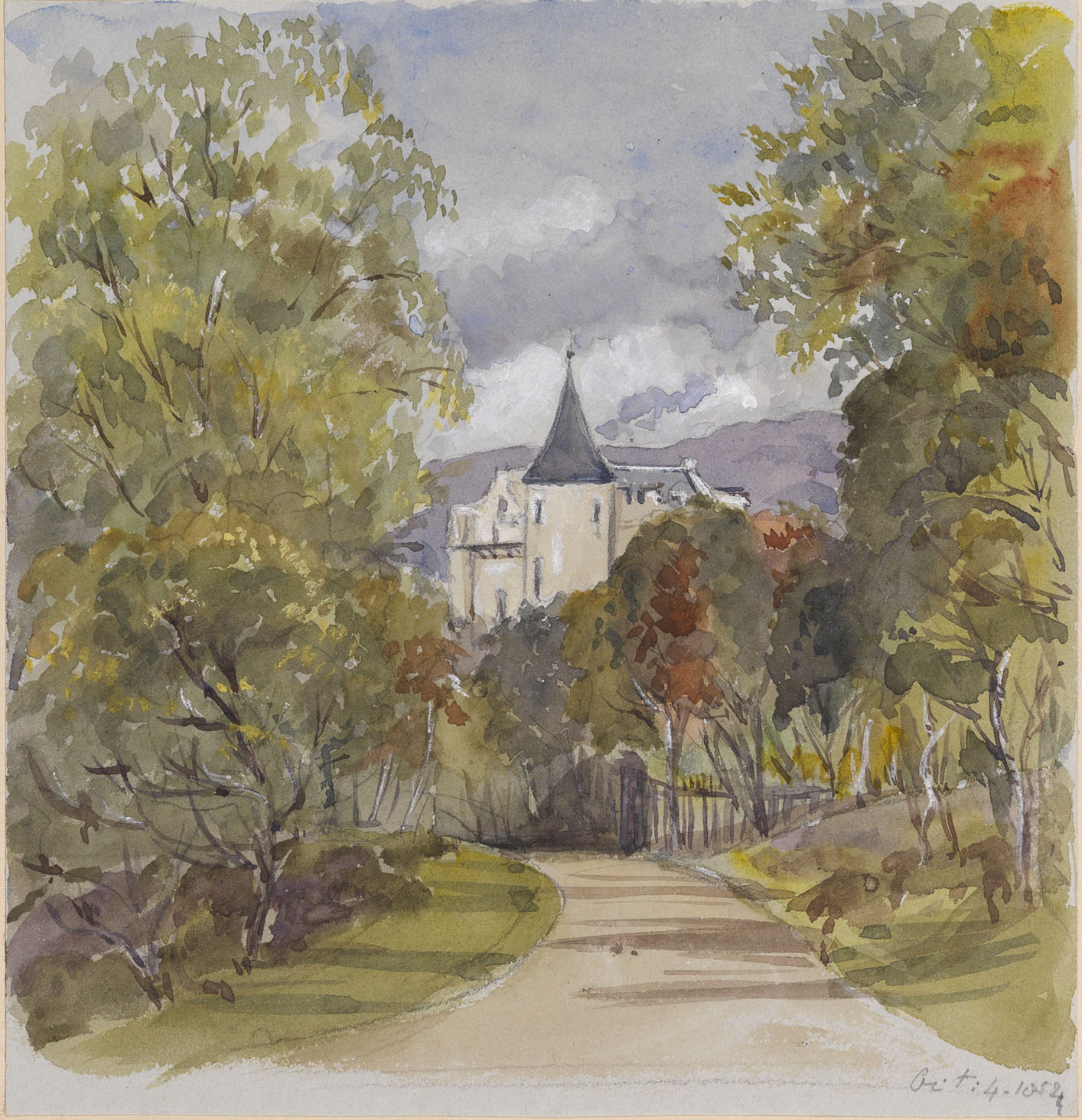
قلعة بالمورال، كما رسمتهاالملكة فيكتوريا في عام 1854 أثناء بنائها

بدأ البناء خلال صيف عام 1853، على موقع حوالي 100 ياردة (91 مترا) إلى الشمال الغربي من المبنى الأصلي الذي كان يعتبر ذات منظر جمالي أفضل.
[
22
]
 وثمة سبب آخر يجب أخذه في الاعتبار، أنه بينما كان البناء جاريا، هو أن الأسرة كانت لا تزال تستخدم البيت القديم.
[
13
]
:9
 وضعت 
الملكة فيكتوريا
 حجر الأساس يوم 28 سبتمبر عام 1853، خلال زيارة 
الخريف
 السنوية لها.
[
23
]
 وبحلول خريف عام 1855، كانت الشقق الملكية جاهزة للسكن، على الرغم من أن البرج لا يزال قيد الإنشاء، كان الخدم قد استقطنوا المنزل القديم.
[
18
]
 وبالصدفة، وبعد وقت قصير من وصولهم في ذلك الخريف، جاءت أنباء عن سقوط سيفاستوبول، وإنهاء الحرب، مما دعى إلى اقامة احتفالات صاخبة من قبل الملوك والسكان المحليين على حد سواء. وأثناء زيارة 
الأمير فريدريك
 - القادم من 
روسيا
 - للمكان بعد ذلك بوقت قصير، طلب يد 
الملكة فيكتوريا
 للزواج.
[
13
]
:11
```

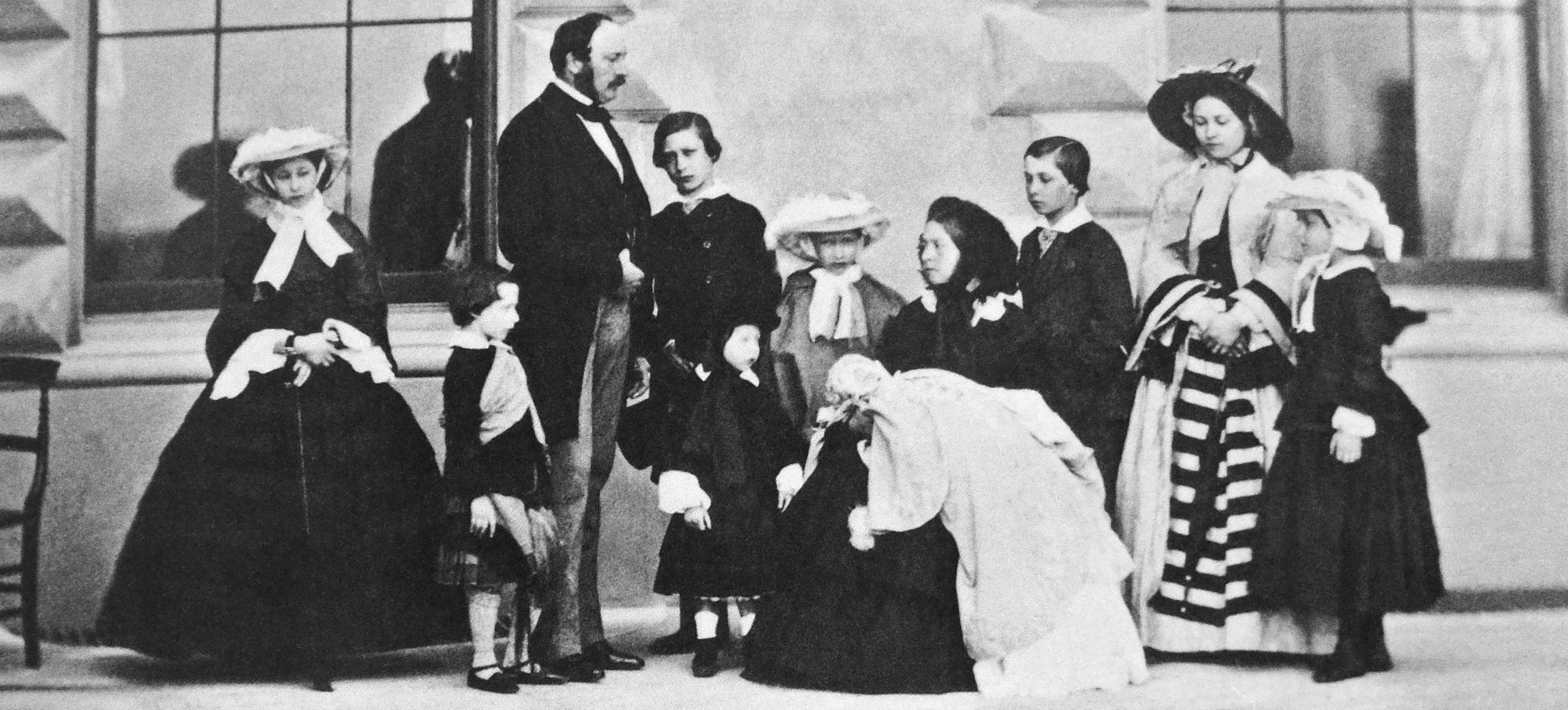
- الملكة فيكتوريا والأمير ألبرت مع أطفالهما التسعة، 1857 - من اليسار إلى اليمين: أليس، آرثر، الأمير ألبرت، إدوارد، ليوبولد، لويز، الملكة فيكتوريا عقد بياتريس، ألفريد، فيكتوريا، وهيلينا

وقد تم الانتهاء من منزل جديد في عام 1856، والقلعة القديمة تم هدمها في وقت لاحق. وبحلول خريف 1857، كان الجسر الجديد الذي يمر فوق نهرالدي، والذي صممه إسامبارد كينجدم برونيل للربط بين كارثي وبالمورال قد تم انهاؤه.:11
تم بناء قلعة بالمورال من الجرانيت. وهي يتألف من مبنيين رئيسيين، كلا منهما يلتف حول فناء. الكتلة الجنوبيه الغربية تحتوي على الغرف الرئيسية، في حين أن الشماليه الشرقيه تحتوي على أجنحة الخدمة. وفي الجنوب الشرقي وعلى ارتفاع 80 قدم (24 م) يوجد برج الساعة الذي تعلوه الأبراج. واحد منها يحتوي على الدرابزين المشابه لنظيره في قلعة فريزر. التماثل في أسلوب البناء مع القلعة القديمه التي تم هدمها في 1830 يجعل الهندسة المعماريه للمنزل الجديد يجب أن يرجع تاريخها إلى ذلك الوقت. حين تعارضت مع الأشكال الاسكتلنديه الأكثر ثراءا والتي تم تطويرها من قبل ويليام بيرن وآخرون في عام 1850. وكمثال على البارونيه الاسكتنلديه ظهور تأثير الأمير ألبرت على التصاميم حتى في ألمانيا. وبالرغم من استقطان الملكة فيكتوريا والأمير ألبرت لمنزل متخذا من العمارة الاسكتلنديه طرازا له، الا انه ظهر تأثير ثقافة المرتفعات في البيئة المحيطه بهم. وزينوا بالمورال بالترتان وأحضروا ألعاب المرتفعات في بريمار. وعبرت الملكة فيكتوريا عن التقارب لثقافة اسكتنلندا حتى اعتبرت نفسها يعقوبيه. وإضافة إلى عمل السيد والتر سكوت، أصبح هذا عاملا رئيسيا في الترويج لتبني ثقافة المرتفعات للأراضي. وعلق المؤرخ مايكل لينش قائلا «أن الطراز الإسكتلندي لقلعة بالمورال ساعد على اعطاء الملكية البريطانيه حقها لأول مره».

## فيكتوريا وألبرت في بالمورال

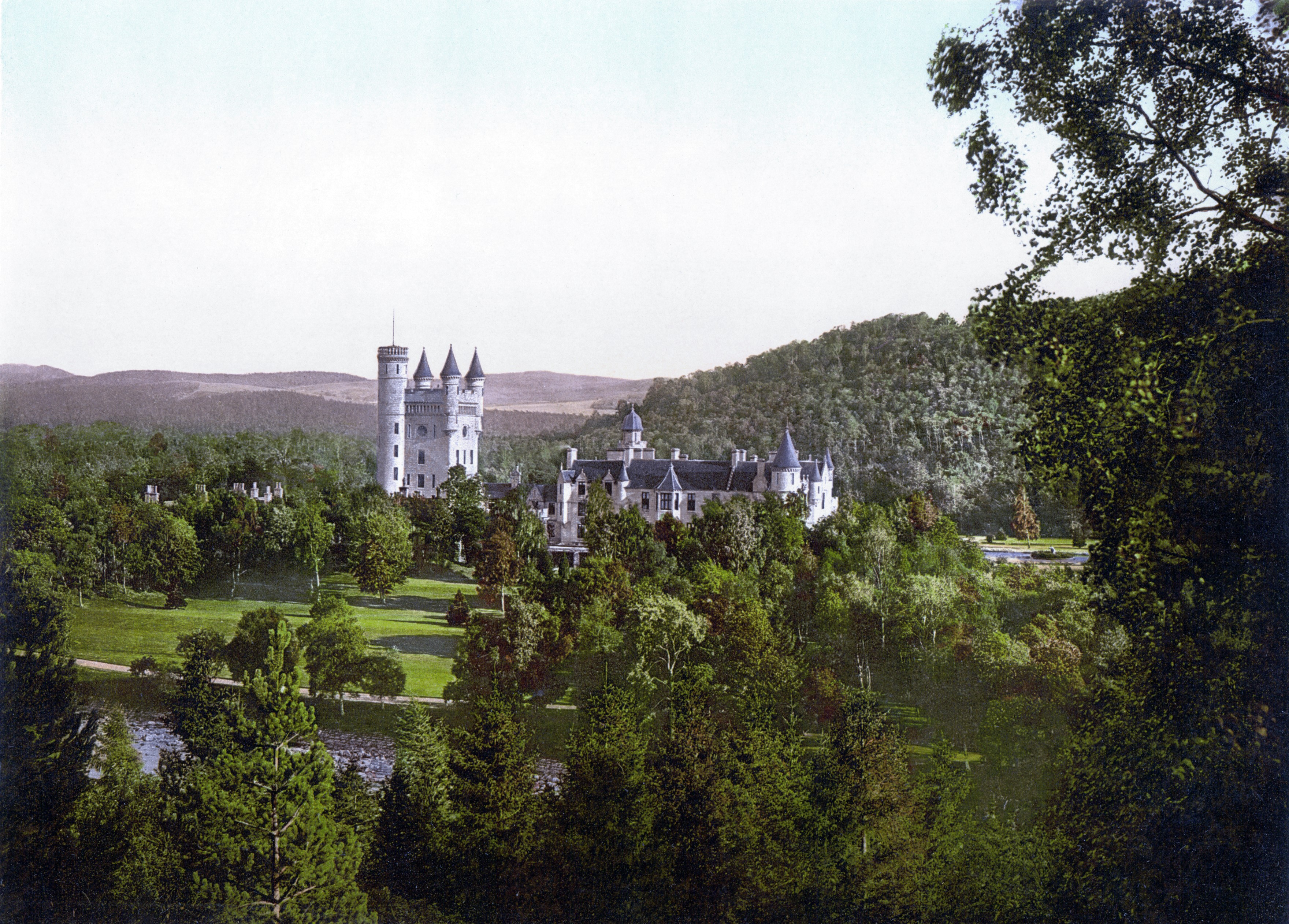
بالمورال،1890-1900

حتى قبل الانتهاء من المنزل الجديد، ظهر النمط الملكي لحياة الزوجين الملكيين بين المرتفعات.حيث كانت فيكتوريا تسير لمسافات طويلة تصل إلى أربع ساعات يوميا، كان ألبرت يقضى عدة أيام في صيد الغزلان. وفي عام 1849، وصفت يوميات تشارلز جريفيل حياتهم في بالمورال التي كانت تشبه طبقة النبلاء بدلا من الملوك. بدأت فيكتوريا بتكليف لجنه من الفنانين لتسجيل بالمورال، محيطها، وموظفيها. وعلى مر السنين، كان العديد من الرسامين يعملون في بالمورال، بما في ذلك ادوين وتشارلز لاندسير، كارل هاج، وليام ويلد، وليام هنري فيسك، وغيرهم الكثير. وتولى الزوجان الملكيان اهتماما كبيرا بالموظفين. وأسسوا مكتبة لاستعارة الكتب.
وفي عام 1850، تم إنشاء مزارع جديدة بالقرب من المنزل وتم زرع أشجار الصنوبر الرائعه في الأراضي. وكان للأمير ألبرت دورا نشطا في هذه التحسينات، والإشراف على تصميم الحدائق، وتحويل الطريق الرئيسي شمال النهر إلى جسر جديد، كما خطط أيضا لانشاء مباني المزرعة. وكان من ضمن هذه النباني مزرعة للألبان التي طورها خلال 1861، سنة وفاته، وبعد ذلك فامت فيكتوريا بانهاء المزرعة. وفي وقت لاحق، قيل انها بنيت أيضا العديد من النصب التذكارية لزوجها في المناطق. منها نصب تذكاري من الركام على شكل هرم تم بناؤه بعد وفاة ألبرت بعام فوق قمة Craig Lurachain. وتمثال كبير لألبرت مع كلب وبندقية من قبل ويليام ثيد، وافتتح في 15 تشرين الأول 1867، في الذكرى الثامنة والعشرين لخطبتهما.:20–21

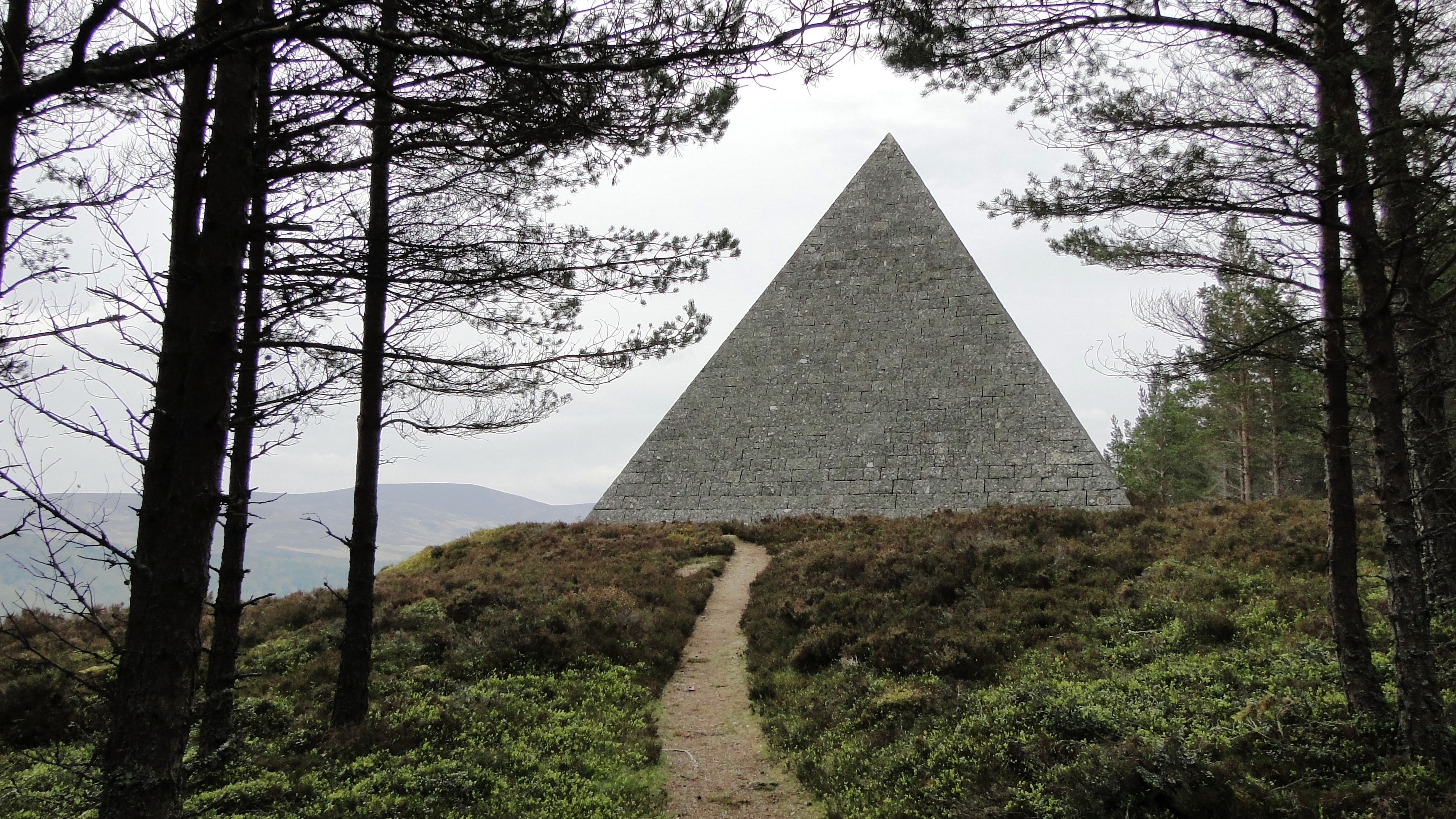
ركام النصب التذكاري للأمير ألبرت، عقار بالمورال

بعد وفاة ألبرت، قضت فيكتوريا فترات متزايده في بالمورال، والبقاء لفترات طويلة تصل إلى أربعة أشهر في السنة خلال فصل الصيف والخريف. وقامت بإضافة بعض التعديلات للحدائق، باستثناء بعض التعديلات على المسارات الجبليه، وإنشاء بعض الآثار والنصب التذكاريه، وإضافة بعض البيوت التي بنيت لكبار الموظفين.:18 وخلال هذه الفترة بدأت فيكتوريا الاعتماد على خادمها جون براون، أحد القراء المحليين والذي أصبح واحدا من رفاقها خلال زيارات الحداد الطويله.:23
وفي عام 1887، كانت قلعة بالمورال مسقطا لرأس فيكتوريا أوجيني، حفيدة الملكة فيكتوريا. وهي ابنة للأميرة بياتريس، الابنة الخامسة لفيكتوريا وألبرت. سوف تصبح فيكتوريا أوجيني ملكة إسبانيا فيما بعد.
في سبتمبر عام 1896، رحبت فيكتوريا بالإمبراطور الروسي نيقولا الثاني والإمبراطورة ألكسندرا بقلعة بالمورال. وبعد أربع سنوات قامت فيكتوريا بآخر زيارة لها للقلعة، قبل ثلاثة أشهر من وفاتها في 22 يناير 1901.

## بعد فيكتوريا

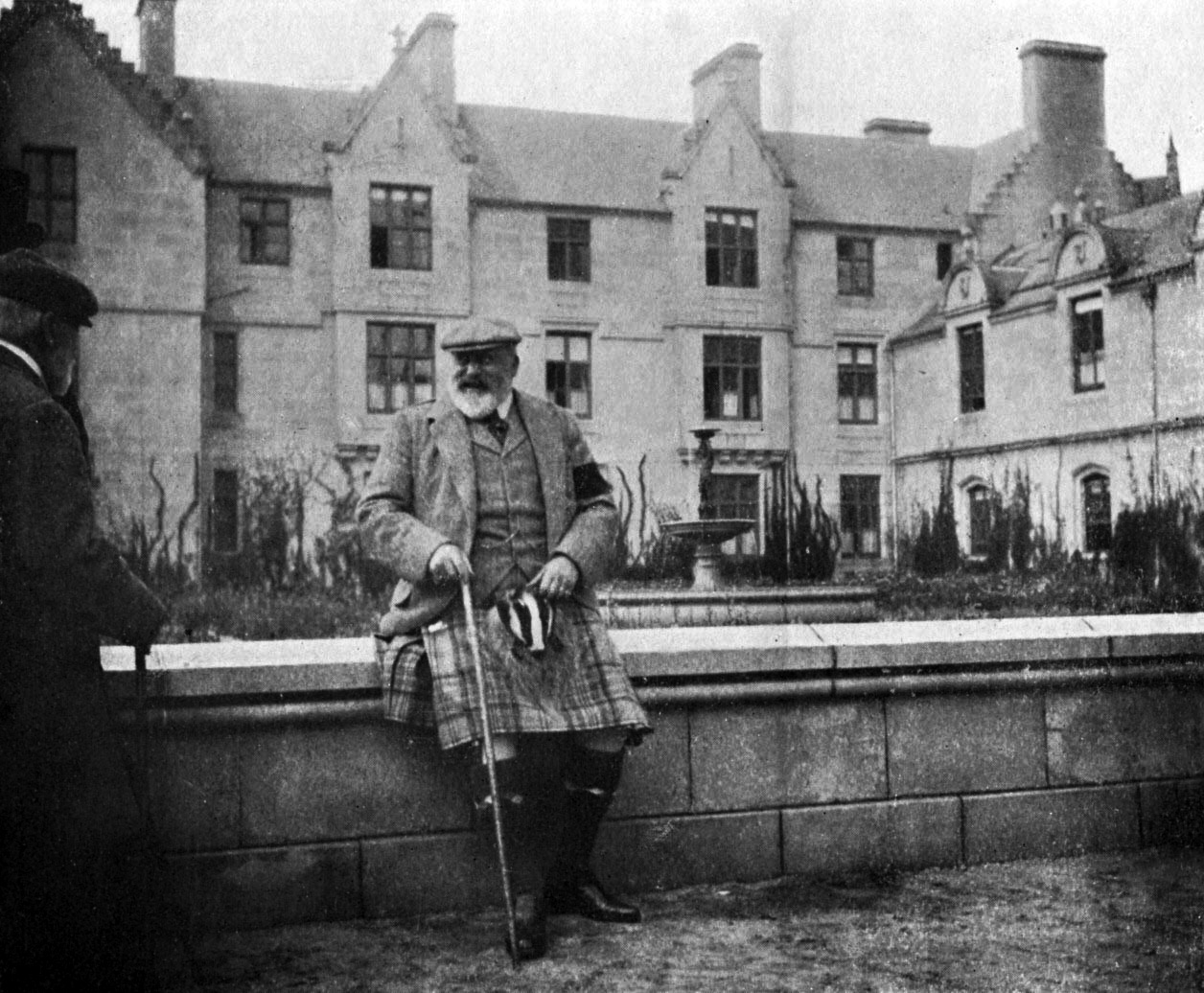
ادوارد السابع أثناء الاسترخاء في قلعة بالمورال - صورة مع زوجته ألكسندرا، 1907-1908

بعد وفاة فيكتوريا، استمرت العائلة المالكة لاستقطان المورال خلال الزيارات الخريفيه السنوية. وأضاف جورج الخامس بعض التعديلات خلال الفترة ما بين 1910 و 1920، وبما في ذلك الحدائق الخضراء الموجوده جنوب القلعة.
الحرب العالميه الثانيه تسبب في قلة عدد مرات زيارة الأسرة المالكه لبالمورال. هذا وبالاضافه إلى العداء مع ألمانيا ودانزيج شيل، تم إعادة تسمية منزل لودج الذي قامت ببناؤه فيكتوريا في Ballochbuie من قبل Garbh Allt Shiel، ونافورة ملك بروسيا تم انتزاعها من الحدائق العامه:25
وفي عام 1950، أضاف الأمير فيليب الحدود العشبيه الخضراء وحديقة الماء. وخلال 1980 تم إضافة مباني جديده للموظفين على مقربة من القلعة.

## الملكية
بالمورال هو ملكية خاصة، وعلى عكس المقرات الرسمية للملك، وليس ملكا للتاج. في الأصل تم شراؤها شخصيا من قبل الأمير ألبرت، بدلا من الملكة، ان هذا يعني أن أي عائد أو ربح مادي من العقار يذهب إلى البرلمان أو إلى الخزانة العامة، من ناحيه أخرى فان هذا هو الحال مع العقارات المملوكة كليا من قبل الملك حسب قانون القائمة المدنيه 1760.
بالاضافه إلى منزل ساندرينجهام في نورفولك، تم توريث بالمورال للملك ادوارد الثامن بعد تنصيبه على العرش عام 1963. رغم أنه تنازل عن الحكم في وقت لاحق من نفس العام، الا انه احتفظ بملكيتهم. وقد تم عمل تسوية ماليه والتي كان بموجبها شراء شقيق ادوارد لبالمورال وساندرينغهام، ثم تم توريثهم لولي العهد الملك جورج السادس.
حاليا، العقار لا يزال ملكا للملك، ولكن يتم الاشراف عليه بثقه من قبل أمناء يتم ترشيحهم وتعيينهم.

## العقار

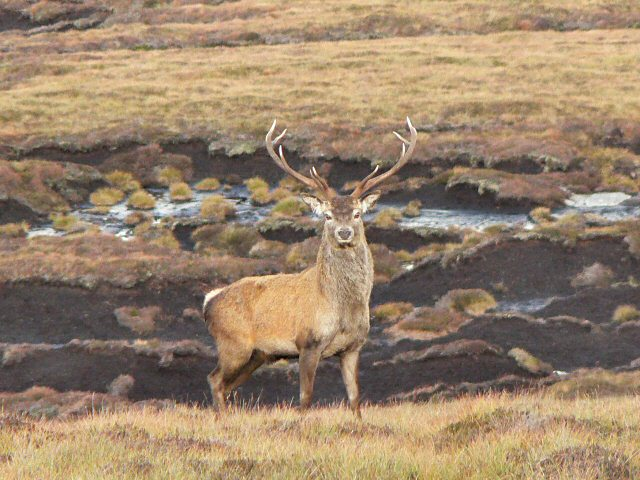
الأيل الأحمر في حوزة بالمورال: التفاعل مع البيئة الطبيعية والأراضي الملكية في اسكتلندا

### الوضع الحالي والاداره
تقع بالمورال داخل حديقة Cairngorms الوطنية، وتقع جزئيا في منطقة Deeside and Lochnagar الوطنية ذات المناظر الطبيعيه الخلابة. مساحتها حوالى 50000 فدان (20000 هكتار) وتضم مجموعه كبيرة من المناظر الطبيعيه بداية من نهر الدي وحتي الجبال المفتوحه. هناك سبعة تلال (اعلى تلال في اسكتلندا ارتفاعها فوق 3000 قدم أي 910 م) داخل المكان أعلاهم Lochnaga ارتفاعه 3.789 قدم (1115 م) وهذا الجبل هو أساس قصة الأطفال «الرجل الكبير صاحب Lochnaga» التي كان يرويها في الأصل الأمير تشارلز لاخوته الأصغر سنا أندرو وادوارد. وقد نشرت القصة في عام 1980، وترجع حقوق ملكيتها إلى فخامة الأمير.:35–51
تتضمن الحوزة أيضا على منزل Delnadamph على مساحة 7500 فدان، والذي قامت بشرائه الملكة اليزابيث 1987.
تمتد الحززه إلى بحيرة Muick في الاتجاه الجنوبي الغربي، حيث يقع مرسى السفن والمركز الملكي للصيد المسمى حاليا Glas-allt Shiel، والذي قامت ببناؤه فيكتوريا.
وتشمل ساحة العمل في الحوزة على الأراضي الزراعيه والغابات وقطعان الغزلان وماشية المرتفعات والمهور.:36–37
ومسموح أيضا للدخول للصيد (المدفوع) والمشي لمسافات طويله ولكن خلال مواسم معينه. وتغطي ما يقرب من مساحة 8000 فدان من الحوزة بالأشجار، وما يقرب من 3000 فدان تغطيه الغابات، يمكن أن يتم إنتاج ما يقرب من 10000 طن من الخشب سنويا من غابات Ballochbuie.:48,51
وبها واحدة من أكبر المناطق المتبقية التي ينمو بها صنوبر كالدونيان في اسكتلندا القديمه، وتغطي مساحة حوالي 3000 فدان، والذي ينمو دون تدخل أو بالقليل منه.:48,51
وأهم أنواع الثدييات من الحيوانات الموجوده في الحوزة هي الغزلان الحمراء التي يبلغ عددها 2000 إلى 2500 رأس.:44
كلا من منطقة Lochnagar، ومنطقة Ballochbuie تم تحديدهم في عام 1998 كمناطق حمايه خاصه من قبل وزير شؤون دولة اسكتلندا، في اطار توجيه الاتحاد الأوروبي.
وأنواع الطيور التي تعيش في الحوزة تشمل الدجاج البري الأحمر، والدجاج البري الأسود، والترمجان، والكابرسيل.:38
ومنطقة Ballochbuie أيضا تم حمايتها واعتبارها منطقة محميه خاصه في اطار توجيه الاتحاد الأوروبي كـ «واحده من أكبر المناطق المتبقيه من غابات كاليدونيا المحلية».
هذا وبالإضافة إلى أربعة مواقع ذات أهمية علمية خاصة هناك في الحوزة.
الأسرة المالكه قامت بتوظيف ما يقرب من 50 عامل بدوام كامل ومن 50-100 بدوام جزئي وذلك لرعاية الحوزة والاهتمام بها.
كما يتم إنتاج مشروب النبيذ المقطر من الشعير داخل بالمورال وهو خاص بالأسرة الملكية فقط، ويسمى مشروب النبيذ ذات الشعيرة الواحده.
هناك ما يقرب من 150 مبنى في الحوزة.:35
بما في ذلك منزل بيركهول إلتي كانت تقطنه سابقا الملكة إليزابيث، الملكة الأم، واستقطنه من بعدها الأمير تشارلز ودوقة كورنوول لقضاء العطلات الصيفية.
ومنزل Craigowan كان يستقطنه أعضاء الأسرة المالكه وأصدقائهم، وكانوا يستحدمونه أثناء اعداد قلعة بالمورال للزيارات الملكية..[36]
وهناك ستة مباني أخرى صغيره يتم استخدامها أثناء العطلات الرسمة.

## دخول الجمهور إلى الحدائق والقلعة
في عام 1931، فتحت حدائق القلعة للجمهور لأول مرة وهي الآن مفتوحه يوميا بين أبريل وحتى نهاية يوليو، وذلك بعد قدوم الملكة اليزابيث لاقامتها السنويه. قاعة الرقص هي المكان الوحيد الذي يمكن للجمهور زيارته في القلعة.

## منزل كرايجوان
هو عباره عن منزل حجري يتألف من سبع غرف نوم يبعد عن قلعة بالمورال مسافة ميل تقريبا. وهو أكثر ريفيه من القلعة، وكان تشارلز وديانا في كثير من الأحيان يقيمون في منزل لودج عند الزيارة. حاليا، يتم استخدامه كمكان لاستقبال الضيوف المهمين.
في نعي مايكل أندريفيتش رومانوف، العضو الرفيع في العائلة الإمبراطورية الروسية في وقت وفاته في عام 2008، لوحظ أن أسرته قضت فترة كبيرة أثناء الحرب العالمية الثانية في منزل لودج.
وكان لودج يتم ذكره في الأخبار بشكل دوري منذ عام 2005، وذلك لأن الملكة اليزابيث غالبا ما تقضي الأيام القليلة الأولى من عطلة الصيف هناك. [39] خلال كل عطلة نهاية الأسبوع في فصل الصيف القلعة تعتبر مصدر مربح للدخل من السياح الزائرين. في بعض الأحيان، كانت الملكة تصل إلى بالمورال قبل انتهاء موسم زيارة السياح.

## في الثقافة الشعبية
كانت الملكة اليزابيث نزلت للإقامة في بالمورال في وقت وفاة الأميرة ديانا، أميرة ويلز في عام 1997. تم إجراء مناقشه دراميه خاصة لها مع رئيس الوزراء البريطاني توني بلير في فيلم ستيفن فريرز، الملكة (2006). كما استند فيلم السيدة براون 1997 على الأحداث في بالمورال في كلا الفيلمين، ومع ذلك، تم استخدام مواقع بديلة: قلعة Blairquhan في الملكة. وقلعة Duns في السيدة براون.

## الصورة الموضحه على الأوراق النقديه
منذ عام 1987 وقد ظهرت صوره للقلعة على الجانب العكسي من الأوراق النقديه ذات قيمة 100 دولار الصادرة من البنك الملكي الإسكتلندي.

## السيرة الذاتيه
ميلر، ديليا (1985). حياة الملكة فيكتوريا في المرتفعات الاسكتلندية بالصور المائية لها. لندن: فيليب ويلسون. ISBN 0-85667-194-0.

## وصلات خارجية
- "قلعة بالمورال". موسوعة بريتانيكا. 3 (الطبعة ال11). 1911.
- قلعة بالمورال - الموقع الرسمي.
- الملكية في Deee - الموقع الرسمي.
- توم وير يزور بالمورال - فيديو من ScotlandonT.